# Miconia brunnea
Miconia brunnea är en tvåhjärtbladig växtart som beskrevs av Dc.. Miconia brunnea ingår i släktet Miconia och familjen Melastomataceae. Inga underarter finns listade i Catalogue of Life.